# Sistema d'honors britànic
El sistema d'honors britànic és un mitjà de recompensar valentia individual, assoliments, o servei envers el Regne Unit. El sistema consisteix en tres tipus de concessions: honors, condecoracions i medalles:
- Honors són usats per a reconèixer mèrits en termes de condecoració i servei;

- Condecoracions tendeixen a ser usades per a reconèixer fets específics;
- Medalles són usades per a reconèixer valentia, llarg i/o valuós servei i/o bona conducta.

## Actuals Ordes de Cavalleria
L'actual sistema està fet de deu ordes de cavalleria. Els estatuts de cada ordre especifiquen assumptes de la grandària de l'ordre, l'ús de lletres post nominals i disseny i exposició d'insígnies.
| Nom complet                                                    | Establida             | Fundador                  | Motto (lema)                                                                  | Premis associats                                    |
| -------------------------------------------------------------- | --------------------- | ------------------------- | ----------------------------------------------------------------------------- | --------------------------------------------------- |
| The Most Noble Order of the Garter                             | 1348                  | Rei Eduard III            | Honi soit qui mal y pense ("Que s'avergonyisca el qual malament haja pensat") | Cap                                                 |
| The Most Ancient and Most Noble Order of the Thistle           | 1687                  | Rei Jaume II              | Nemo me impune lacessit ("Ningú em provoca amb impunitat")                    | Cap                                                 |
| The Most Honourable Order of the Bath                          | 18 de maig de 1725    | Rei Jordi I               | Tria iuncta in uno ("Tres units en un")                                       | Cap                                                 |
| The Most Distinguished Order of Saint Michael and Saint George | 28 d'abril de 1818    | Jordi, Príncep de Gal·les | Auspicium melioris ævi ("Token of a better age")                              | Cap                                                 |
| The Distinguished Service Order                                | 6 de setembre de 1886 | Reina Victòria            | Cap                                                                           | Cap                                                 |
| The Royal Victorian Order                                      | 21 d'abril de 1896    | Reina Victòria            | Victoria                                                                      | The Royal Victorian Medal The Royal Victorian Chain |
| The Order of Merit                                             | 1902                  | Rei Eduard VII            | For merit (Per mèrit)                                                         | Cap                                                 |
| The Imperial Service Order                                     | Agost de 1902         | Rei Eduard VII            | For faithful service                                                          | The Imperial Service Medal                          |
| The Most Excellent Order of the British Empire                 | 4 de juny de 1917     | Rei Jordi V               | For God and the Empire (Per Déu i l'Imperi)                                   | The British Empire Medal                            |
| The Order of the Companions of Honour                          | Juny de 1917          | Rei Jordi V               | In action faithful and in honour clear                                        | Cap                                                 |